# Palais présidentiel (Niamey)
Pour les articles homonymes, voir Palais présidentiel (homonymie).
Le palais présidentiel est le lieu de résidence officiel du président de la république du Niger. 

## Localisation
Le palais situé à Niamey, capitale du pays, surplombe la rive gauche du fleuve Niger.

## Architecture et description
Le palais dispose du bureau présidentiel et ses annexes, d'une salle polyvalente du conseil des ministres et d'une grande salle de banquets d'une capacité de 800 couverts.

## Histoire
La rénovation de l'ancienne résidence du gouverneur de la colonie du Niger utilisée depuis l'indépendance en 1960 est initiée par le président Mahamadou Issoufou. Elle débute en 2019 et est confiée à l'entreprise indonésienne PT Wijaya Karya (WIKA). La durée prévue d'exécution des travaux est de 17 mois, pour un montant de 14 milliards de francs CFA,.
Le 26 juillet 2023, le président Mohamed Bazoum est visé par un coup d'État, alors qu'il est retenu à l'intérieur du palais par des soldats de la garde présidentielle qui en sont les auteurs.

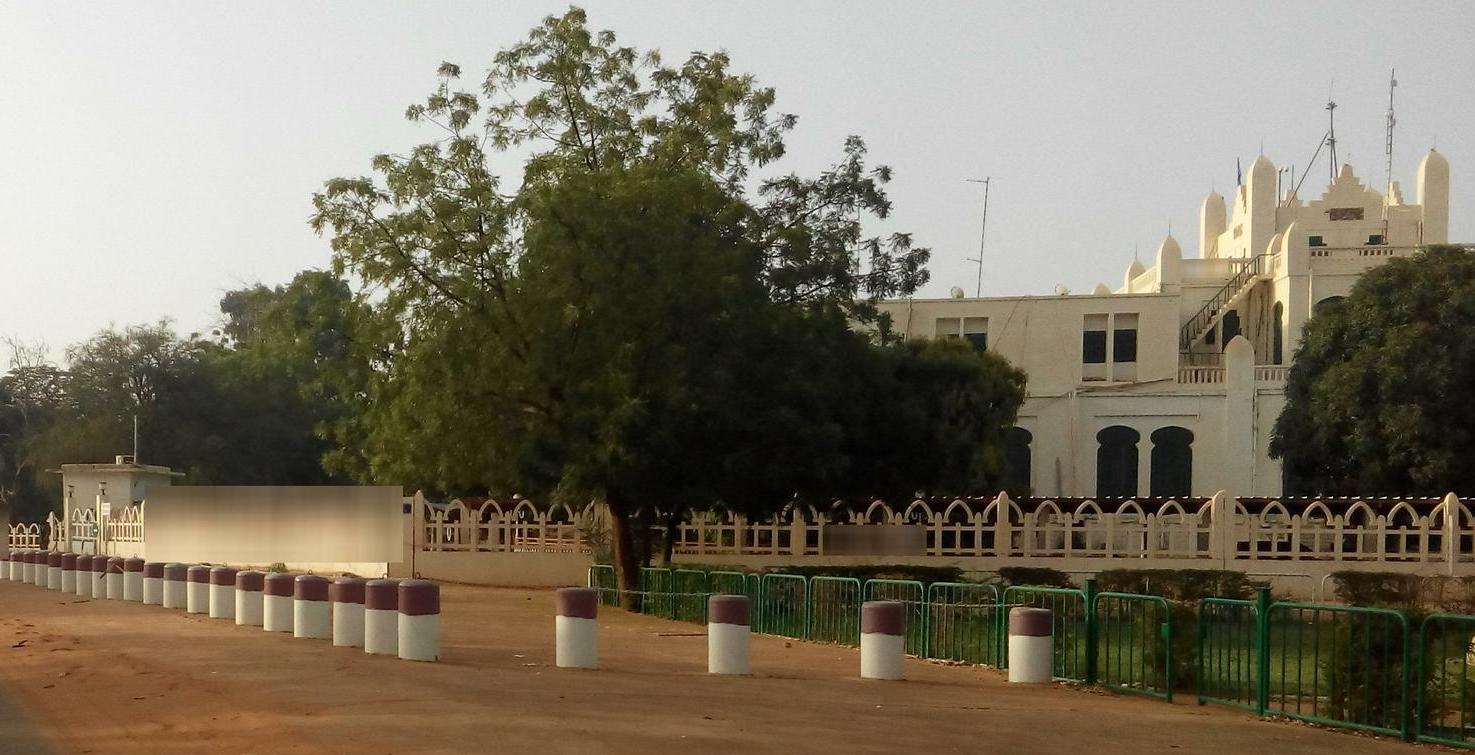
L'ancien palais présidentiel en 2016 situé de l'autre côté du boulevard de la République.